# Jean-Pierre Cargol
Jean-Pierre Cargol (* 27. Mai 1957), auch bekannt als Rey Cargol Baliardo und Rey, ist ein französischer Musiker, Gitarrist und Schauspieler.
Berühmt wurde Jean-Pierre Cargol 1970 durch die Titelrolle in François Truffauts Meisterwerk Das wilde Kind, der im Sommer 1969 gedreht wurde. Er ist auch Gitarrist der Band Chico and the Gypsies unter dem Namen Rey Cargol Baliardo oder Rey.

## Filmkarriere
Jean-Pierre Cargol ist der Sohn des Gitarristen Hyppolyte Baliardo und Neffe von dessen Bruder Manitas de Plata. Als François Truffaut zwischen seinen Filmen Geraubte Küsse (1968) und Tisch und Bett (1970) den Film Das wilde Kind (deutscher Titel auch Der Wolfsjunge) vorbereitete, suchte er nach einem Hauptdarsteller für die Rolle des Victor von Aveyron. Sein Aufnahmeleiter Jean-François Stévenin entdeckte den 12-jährigen Jean-Pierre Cargol in einem Roma-Lager in Saintes-Maries-de-la-Mer bei Marseille.
Truffaut beschrieb Jean-Pierre Cargol in einem Brief an seine Freundin und Mitarbeiterin Helen Scott als ein schönes Romakind mit einem sehr animalischen Profil, das für die Rolle ideal sei. Um den unerfahrenen Jungen an die schwierige Rolle heranzuführen, legte sich Truffaut eine spezielle Technik zurecht: er arbeitete mit Vergleichen. So ließ er Jean-Pierre schauen „wie einen Hund“, den Kopf bewegen „wie ein Pferd“ oder mit großen Augen verwundert schauen wie Harpo Marx. Lediglich Wutausbrüche stellten laut Truffaut ein Problem dar, denn Jean-Pierre war ein „sehr sanftes, sehr glückliches und sehr ausgeglichenes Kind“. (aus François Truffaut. Briefe) Um mit Jean-Pierre direkt zu arbeiten, spielte Truffaut selbst die Hauptrolle des Arztes und Lehrers Jean Itard. Truffaut widmete den Film Jean-Pierre Léaud, der seit dessen Debüt als Antoine Doinel in Sie küssten und sie schlugen ihn sein Ziehsohn war. Léaud selbst war während der Dreharbeiten Truffauts Regieassistent.
1973 spielte Jean-Pierre Cargol die Rolle des Jules neben David Birney, Charlotte Rampling und seinem Onkel Manitas de Plata in Geoffrey Reeves Thriller Duell in Vaccares. Diese wurde seine zweite und zugleich bislang letzte Filmrolle.
1985 hatte Cargol auf den Filmfestspielen in Cannes einen Auftritt mit der Filmfamilie von Truffaut und teilte sich zu einer Hommage à François Truffaut die Bühne mit Jean-Pierre Léaud, Claude Jade, Jeanne Moreau, Fanny Ardant, Catherine Deneuve und anderen Schauspielern.

## Musiker

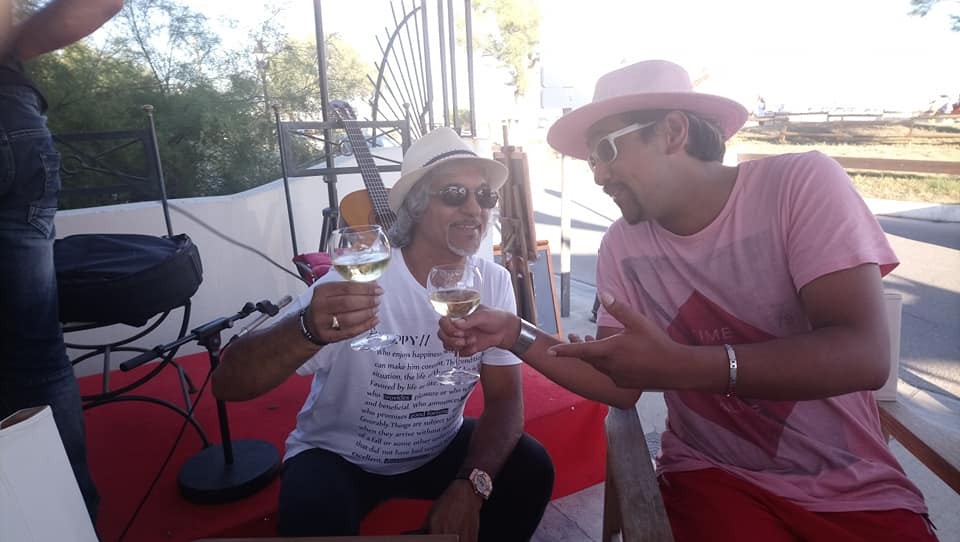
Cargol (links) bei einer Konzertveranstaltung im Jahr 2018

Als Flamenco-Gitarrist und Sänger tritt Jean-Pierre Cargol in Musikbars und Restaurants seiner Heimatregion auf. In den 2000er Jahren schloss er sich Chico Bouchikhi und der Gruppe Chico and the Gypsies an.

## Trivia
Jean-Pierre Cargol ist eine seltene Ausnahme in der Philatelie: Eine Briefmarke, die dem Film L'Enfant sauvage gewidmet ist, zeigt Jean-Pierre Cargol. Diese Briefmarke weist die Besonderheit auf, eine Person zu Lebzeiten abzubilden.